# Stronghold
Stronghold este un joc video de strategie în timp real dezvoltat de Firefly Studios și lansat în anul 2001. Jocul este setat în perioada medievală și îmbină elemente de construire și gestionare a castelului cu tactici militare, oferind jucătorilor o experiență complexă și captivantă. 

## Dezvoltare și Lansare
Stronghold a fost dezvoltat de Firefly Studios, o companie fondată de foști angajați ai Impressions Games și studii care au contribuit la crearea unor titluri notabile precum „Caesar” și „Pharaoh”. Jocul a fost lansat inițial pe Microsoft Windows și a fost primit cu entuziasm datorită combinației sale unice de elemente de construcție și strategie militară. 

## Poveste
Acțiunea jocului se desfășoară într-un regat medieval fictiv, în care jucătorul preia rolul unui lord ce trebuie să restabilească pacea și ordinea după moartea regelui. Campania militară este structuratată în mai multe misiuni, fiecare cu provocări și obiective specifice, culminând cu confruntarea finală împotriva uzurpatorilor.

## Gameplay

### Modurile de Joc
Stronghold oferă mai multe moduri de joc, fiecare având propriile sale provocări și obiective:
1. Campania Militară: Aceasta este povestea principală a jocului, în care jucătorul trebuie să își construiască și să apere castelul în fața invaziilor inamice, în timp ce încearcă să unifice regatul. Campania urmărește povestea unui tânăr lord care încearcă să-l învingă pe tiranul Wolf (Lupul).
2. Campania Economică: Acest mod se concentrează pe aspectele economice ale gestionării unui castel, precum colectarea resurselor, comerțul și menținerea fericirii populației.
3. Scenarii Individuale: Jucătorii pot alege dintre diferite scenarii predefinite, care variază de la apărarea unui castel până la atacarea unuia.
4. Construcția Liberă: Un mod fără obiective militare sau economice stricte, unde jucătorii pot construi și gestiona un castel după bunul plac.

### Elemente de Joc
- Construcția Castelului: Jocul permite jucătorilor să construiască și să personalizeze propriul castel, folosind o varietate de structuri, precum ziduri, turnuri, porți și clădiri economice.
- Gestionarea Resurselor: Resursele esențiale includ lemnul, piatra, fierul și hrana. Jucătorii trebuie să le colecteze și să le gestioneze eficient pentru a menține și dezvolta castelul.
- Militar: Jocul oferă diverse unități militare, de la arcași și sulițași până la cavaleri și catapulte. Jucătorii trebuie să își formeze și să își conducă armatele în bătălii strategice.
- Populație și Fericire: Menținerea fericirii populației este crucială. Fericirea poate fi influențată de factori precum taxe, disponibilitatea hranei și condițiile de viață.

## Grafica și Sunetul
Stronghold se remarcă prin grafica sa detaliată pentru perioada în care a fost lansat. Jocul folosește o perspectivă isometrică, care permite o vizualizare clară a întregii așezări și a câmpurilor de luptă. Sunetul contribuie semnificativ la atmosfera medievală, cu efecte sonore autentice și o coloană sonoră compusă de Robert Euvino, care completează perfect tematica jocului.

## Receptionare
La lansare, Stronghold a primit recenzii pozitive din partea criticilor. Revista PC Gamer a lăudat jocul pentru combinația sa de gestionare a resurselor și strategie militară, în timp ce IGN a apreciat detaliile grafice și complexitatea gameplay-ului. Jocul a fost considerat un succes comercial și a devenit un titlu de referință în genul său.

## Moștenire
Stronghold a fost bine primit de critici și jucători, datorită gameplay-ului său inovator și captivant. A primit numeroase premii și a generat o serie de continuări și expansiuni, inclusiv „Stronghold: Crusader”, care a fost lansat în 2002 și a adăugat noi provocări și setări în deșerturile din Orientul Mijlociu.
Seria Stronghold a continuat să se dezvolte, cu titluri precum „Stronghold 2”, „Stronghold Legends” și „Stronghold 3”, fiecare aducând îmbunătățiri grafice și noi mecanici de joc. Jocul a inspirat, de asemenea, o comunitate dedicată de modders și fani care continuă să creeze conținut nou și să îmbunătățească experiența de joc.
Stronghold rămâne un joc de referință în genul strategiilor în timp real, datorită combinației sale reușite de construcție de cetăți și tactici militare. Cu o comunitate activă și o serie de continuări și expansiuni, Stronghold a reușit să își lase amprenta în istoria jocurilor video și să rămână relevant chiar și la mulți ani după lansare.
Acest joc nu doar că oferă ore de divertisment, dar reușește și să transporte jucătorii în atmosfera fascinantă a Evului Mediu, provocându-i să își testeze abilitățile de lider și strateg.